# Ambulyx kuangtungensis
Ambulyx kuangtungensis är en fjärilsart som beskrevs av Clayton Dissinger Mell 1922. Ambulyx kuangtungensis ingår i släktet Ambulyx och familjen svärmare. Inga underarter finns listade i Catalogue of Life.

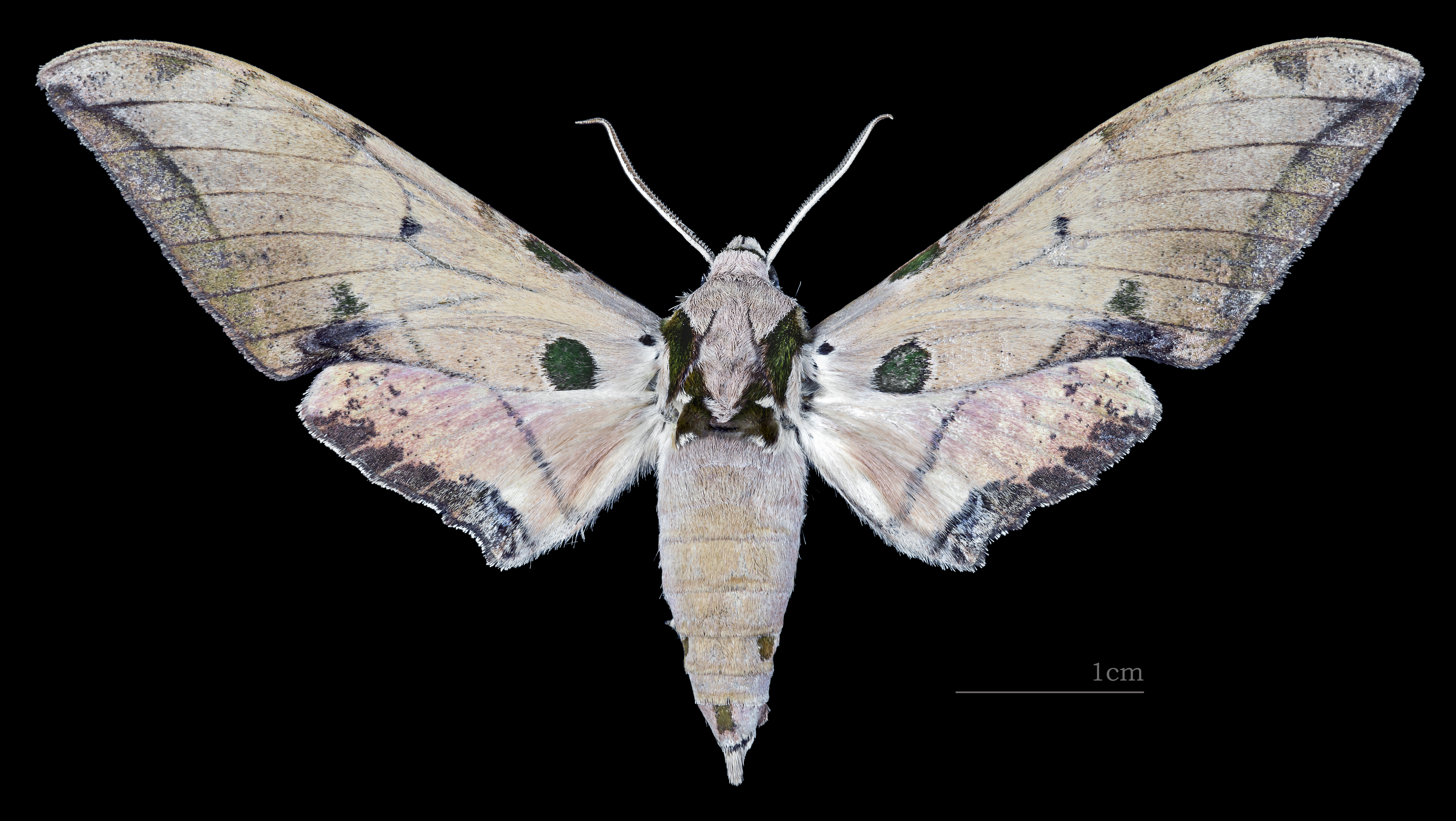
♂
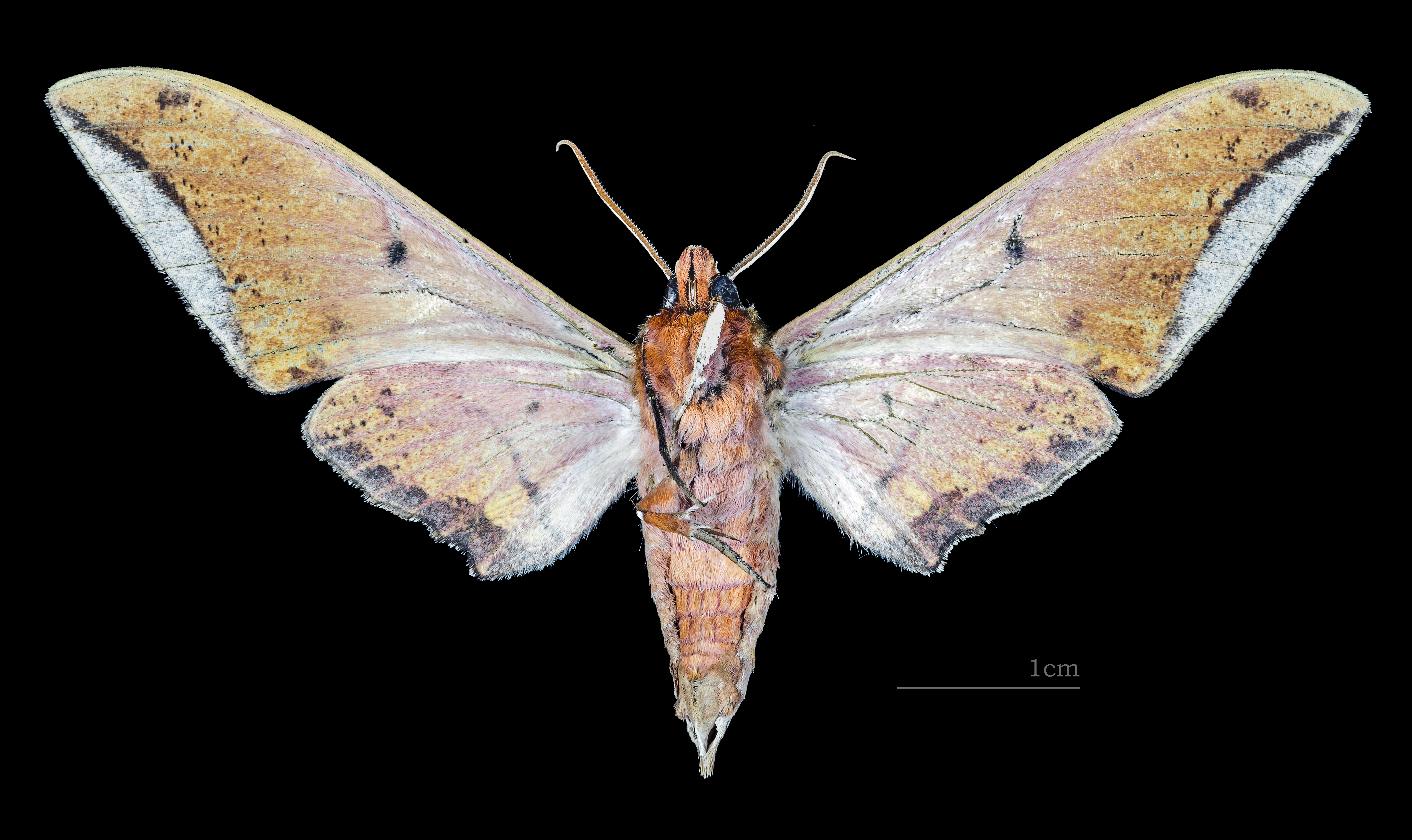
♂ △
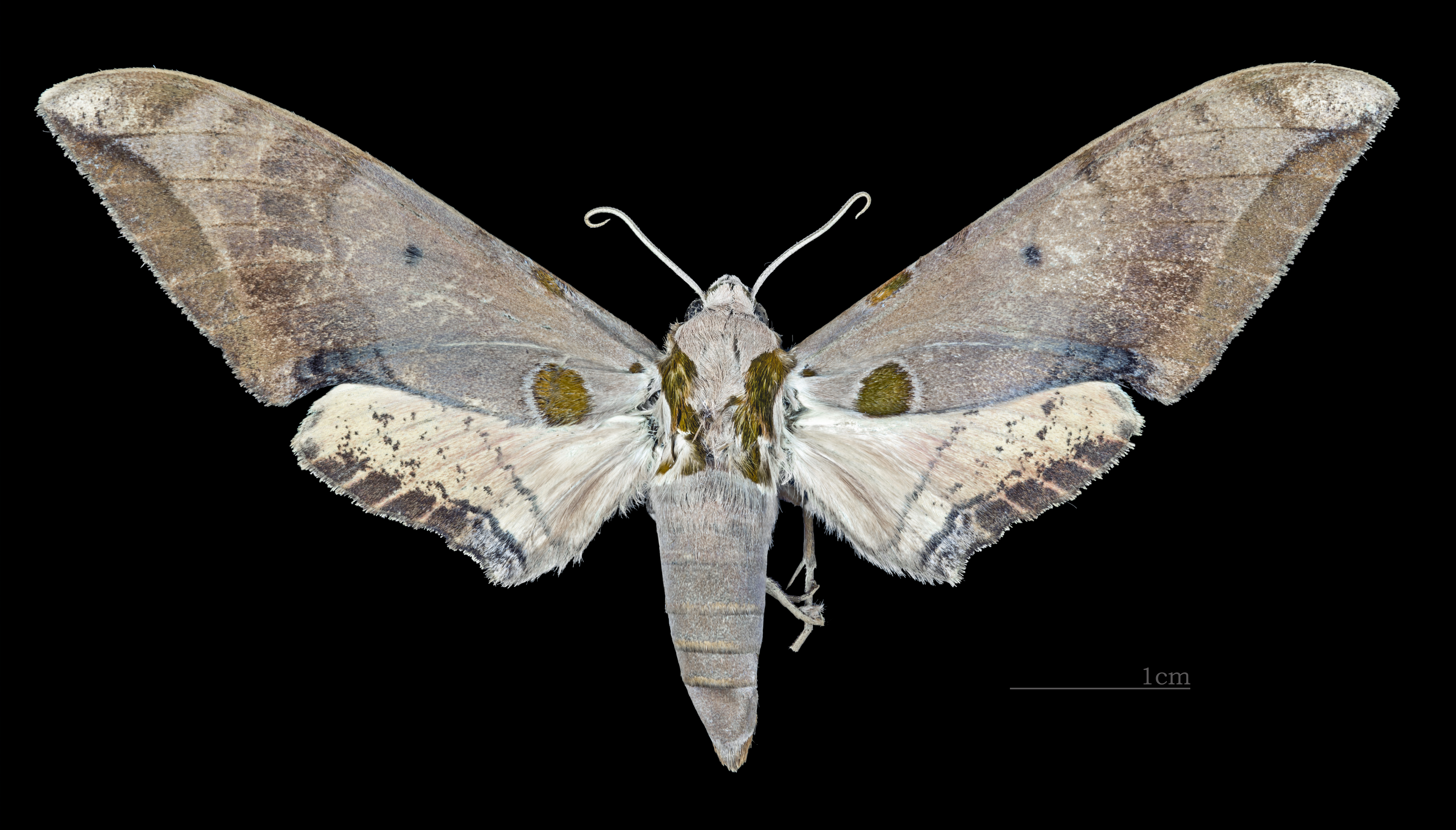
♀
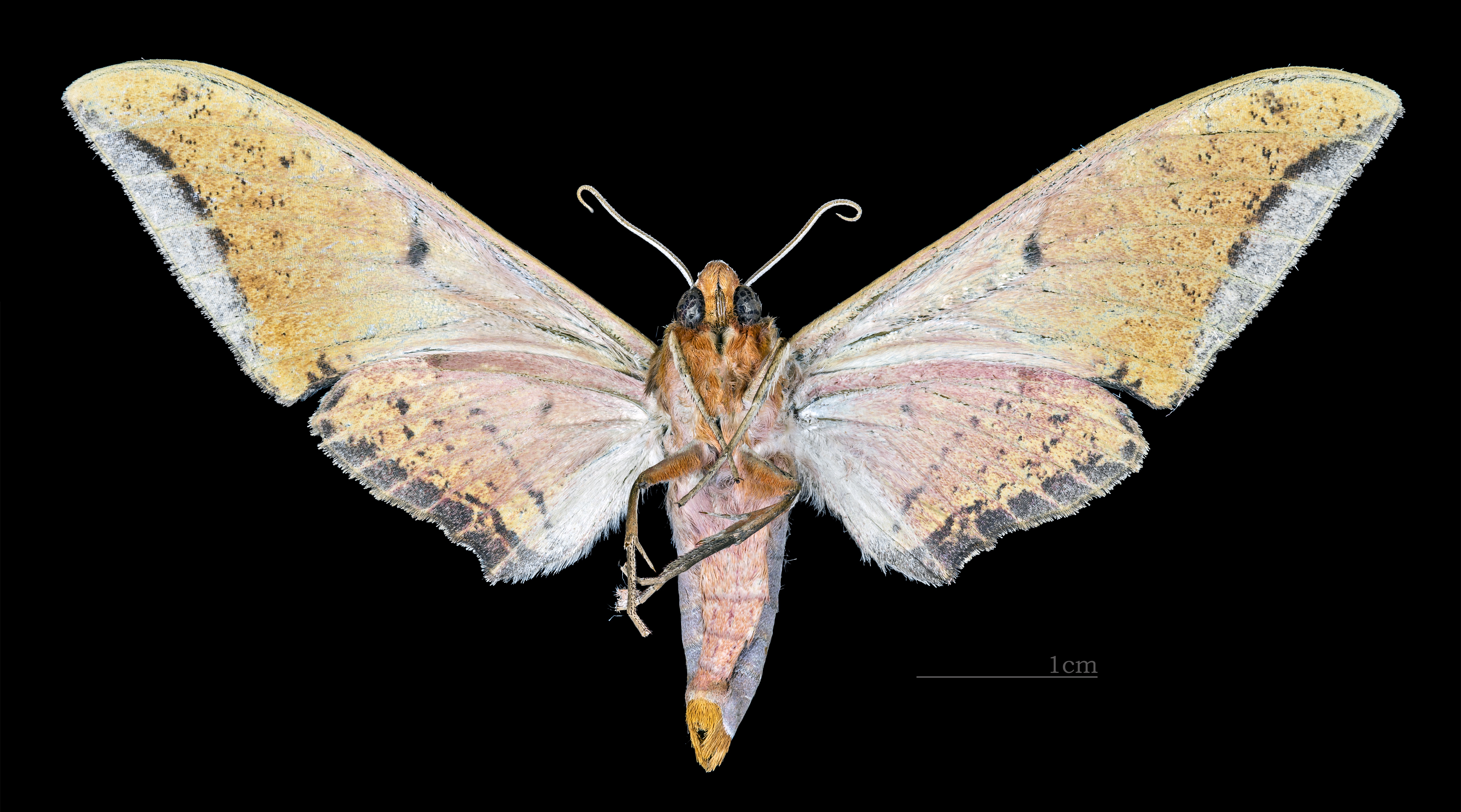
♀ △